# Ferrocarril norte-sur (Vietnam)
El ferrocarril norte-sur es el ferrocarril más largo de Vietnam. Comienza en Hanoi y extremos en Ciudad Ho Chi Minh. La longitud total es 1730 kilómetros, con un ancho de vía de 1000 mm. Los colonos franceses la construyeron en 1930. A partir de la 1954 y hasta el 30 de abril de 1975, el ferrocarril se convirtió en dos porciones en dos naciones: Vietnam del Sur y Vietnam del Norte. 

## Tren de alta velocidad
El gobierno de Vietnam está considerando la construcción de un nuevo ferrocarril de alta velocidad (en Vietnamita: Đường sắt cao tốc Bắc - Nam). El gobierno japonés acordó ayudar en este proyecto. El ferrocarril se inicia en Hanoi y termina en la ciudad Ho Chi Minh. La longitud total será de 1.570 kilómetros. Esta ruta cruza las siguientes provincias: Hanoi, Ha Nam, Nam Dinh, Ninh Binh, Thanh Hoa, Nghe An, Ha Tinh, Quang Binh, Quang Tri, Hue, Da Nang, Quang Nam, Quang Ngai, Binh Dinh, Phu Yen, Khanh Hoa, Ninh Thuan, Binh Thuan, Dong Nai, Ciudad Ho Chi Minh. Trenes Shinkansen japoneses se utilizarán en esta ruta, la velocidad media será de 350 kilómetros por hora. El costo total será 56,5 mil millones de dólares (USD. El gobierno vietnamita presentó este proyecto al Parlamento vietnamita. La construcción comenzará en 2012 y terminará en 2035. Dos partes de Hanói y la ciudad Ho Chi Minh se llevará a cabo antes, finalizará en 2015.